# Larvenauswanderungsverfahren
Das Larvenauswanderungsverfahren, auch Baermann-Wetzel-Verfahren oder Trichterverfahren genannt, ist ein koproskopisches Nachweisverfahren (Kotuntersuchung) für den Nachweis von parasitären Entwicklungsstadien (Larven) von lebendgebärenden Magen-Darm-Parasiten. Nach gesonderter Anzucht ist auch der Nachweis von im Ei ausgeschiedenen Larven möglich.

## Prinzip des Verfahrens
Die nachzuweisenden Larven haben das Bestreben, bei ausreichender Feuchtigkeit aus dem Kot auszuwandern. Dabei ist ihnen eine seitwärtsschlängelnde Fortbewegung möglich, jedoch kein Schwimmen, weswegen sie in freier Flüssigkeit absinken.
Das Verfahren ist geeignet für den Nachweis von:
- lebendgebärend Parasiten (zum Beispiel Lungenwurmlarven)
- Nematodenlarven nach vorhergegangener Anzucht

## Durchführung
Für dieses Verfahren wird ein Glastrichter benötigt, an dessen Ende ein mit einer Klemme verschließbarer Schlauch angesetzt ist. Dieser Trichter wird mit Wasser aufgefüllt. Ein Sieb mit Gazeeinlage (ein Nylonstrumpf tut es auch) wird eingelegt. Die Kotprobe wird in das Sieb gegeben und der Trichter so weit mit Wasser aufgefüllt bis Kontakt zur Kotprobe besteht. Die Apparatur muss nun mindestens sechs Stunden (besser über Nacht) stehen gelassen werden. Nach der Wartezeit öffnet man
die Klemme am Schlauch vorsichtig und lässt die ersten Tropfen auf einen Objektträger oder in eine Petrischale tropfen. Die Durchmusterung kann nun im Mikroskop erfolgen.
Bei geformtem Kot von kleinen Wiederkäuern ist ein etwas vereinfachtes Verfahren möglich. Dabei wird der Kot in Gaze gewickelt und in eine mit Wasser gefüllte Petrischale gelegt.

## Anzucht zum Nachweis von Nematodenlarven
Um Nematodenlarven nachweisen zu können, muss vor dem Bestücken der Apparatur eine Anzucht der Kotprobe geschehen. Dazu gibt man die angerührte Kotprobe auf sterilisierte Sägespäne (Sterilisation durch Erhitzen für zwei Stunden bei 150 °C). Die Mischung wird nochmals angefeuchtet und für acht bis zehn Tage im Brutschrank bei 24–25 °C belassen. Täglich muss die Probe belüftet und befeuchtet werden. Nach Ablauf der Zeit kann die Probe dem eigentlichen Larvenauswanderungsverfahren unterzogen werden.